# Kang Min-soo
Kang Min-soo, Hangul 강민수 (ur. 14 lutego 1986 w Koyang) – południowokoreański piłkarz grający na pozycji obrońcy. Obecnie zawodnik klubu Suwon Samsung Bluewings.
W latach 2005–2007 występował w klubie Chunnam Dragons. Następnie w sezonie 2008 grał w Jeonbuk Hyundai Motors. W kolejnym roku reprezentował barwy zespołu Jeju United FC, by w 2010 roku stać się piłkarzem Suwon Samsung Bluewings. W 2010 roku został powołany na Mistrzostwa Świata 2010, które zostały rozegrane na boiskach RPA.